# 五龙背站
五龙背站，位于中华人民共和国辽宁省丹东市振安区五龙背镇，是沈丹铁路上的火车站，建于1907年，由沈阳局集团管辖。

## 概要
建于1907年。距離瀋陽站253公里，丹東站17公里。現為瀋陽鐵路局所屬的三等站。
南滿洲鐵道時代時，本站是距離滿洲三大溫泉之一的五龍背溫泉最近的車站，部分急行列車曾停靠於此。此外，主要火車站還曾發售來回本站的優惠車票，以供溫泉旅客使用。

## 車站周邊
- 丹东五龙温泉山庄
- 丹东毛绢纺织厂健身休闲文化广场
- 中国农业银行市场储蓄所
- 振安区烈士陵园
- 中国联通五龙背毛绢营业厅
- 中国移动五龙背营业厅
- 中国联通五龙背营业厅
- 五龙背温泉
- 丹东银行五龙背支行
- 中国农业银行五龙背分理处
- 五龙背镇人民政府
- 丹东金海温泉公馆
- 丹东五龙背龙元温泉宾馆
- 辽宁省荣军医院
- 辽东学院五龙背校区
- 丹东龙苑温泉假日酒店

## 外部連結
- 中国铁路客户服务中心（页面存档备份，存于）